# Homoioteleuton
Bij een homoioteleuton komen twee of meer woorden met exact dezelfde uitgang na elkaar. Soms kunnen ze gescheiden zijn door een bijwoord of voornaamwoord, maar over het algemeen staan ze naast elkaar. Het is een vorm van alliteratie, maar dan op het einde van een woord.
Voorbeelden
- ... lex, quam non didicimus, accepimus aut legimus, verum ex natura ipsa arripuimus, hausimus at expressimus ...
... een wet, die wij niet hebben aangeleerd, overgenomen of gelezen, maar die we uit de natuur zelf hebben gehaald, geput en gevormd ...
- Met Pasen zoeken de kinderen eieren.
kinderen en eieren rijmen niet, maar hebben wel eenzelfde uitgang